# Círculo Esotérico da Comunhão do Pensamento
O Círculo Esotérico da Comunhão do Pensamento é uma entidade esotérica que tem o intuito de estimular a espiritualidade na vida das pessoas. Localizada no bairro da Liberdade, no Centro de São Paulo, a ordem não segue nenhuma religião, apenas preza para que todas elas interajam em harmonia. Os rituais proporcionados a filiados do Círculo estimulam o uso da energia mística como principal forma de obter bem-estar físico e mental. Os filiados passam por sessões semanais de meditação e participam de cursos, cujos temas são definidos.

## História
O Círculo Esotérico da Comunhão do Pensamento foi fundado em 1909 pelo português Antônio Olivio Rodrigues, que chegou ao Brasil em 1880. Estudioso de teorias espirituais, Antônio Olivio passava 16 horas por dia estudando cálculos astrológicos, revoluções e sinastrias, até que percebeu que deveria dispor de um tempo para propagar a ideia de harmonia entre crenças diferentes. Foi depois de pesquisar referências com uma corrente intelectual americana contemporânea que o patrono do Círculo se juntou a um pequeno grupo de estudiosos do assunto. Na época, falar de energias astrológicas não era uma prática muito bem aceita no Brasil predominantemente católico. No entanto, devido à fama de especialista em temas místicos, o português passou a ser procurado pelos mais diversos tipos de pessoas: desde céticos até desiludidos e curiosos passaram pelo escritório de Antônio Olivio, na busca por previsões astrológicas sobre a vida. Foi a primeira vez que um consultório do gênero entrou em funcionamento no Brasil, comercializando horóscopos e mapas astrais. Os admiradores de Olivio o elevaram à categoria de astrólogo e magnetizador — uma vez que seus serviços também oferecem cura magnética à distância. Apesar do sucesso, o primeiro livro lançado por Antônio Olivio não repercutiu como ele esperava: O Magnetismo Pessoal ou Psychico foi escrito por Durville, mas não repecurtiu. Antônio Olivio passou dias e noites distribuindo panfletos de divulgação da obra por estabelecimentos da cidade para tentar tornar a obra conhecida e atrair mais leitores. Mas os resultados não foram positivos. Apesar da frustração, a pouca aceitação da sociedade não aquietou os ânimos do astrólogo, que viu no desinteresse das pessoas uma oportunidade de pioneirismo: foi quando Antônio Olivio e outros intelectuais lançam a revista O Pensamento, em 1907, que se tornou a única do gênero no País. O sucesso foi tanto que, já na segunda edição, teve que ampliar a revista para abastecer a demanda. O primeiro prédio da editora responsável pela publicação era localizado na Rua Senador Feijó, no centro de São Paulo. A tiragem da revista O Pensamento começou a crescer, e a circulação passou a ser feita não apenas em São Paulo. Devido a essa grande adesão, em 27 de junho de 1909 Olivo fundou o Círculo Esotérico da Comunhão do Pensamento, cuja proposta de trabalho foi exposta na revista daquele mês:
"a) Promover o estudo das forças ocultas da natureza e do homem;
b) Promover o despertar das energias creativas latentes no pensamento de cada associado, de acordo com as leis das vibrações invisíveis;
c) Fazer com que essas energias convirjam no sentido de assegurar o bem estar physico, moral e social dos seus membros, mantendo-lhes a saúde do corpo e do espírito;
d) Concorrer na medida de suas forças para que a harmonia, o amor, a verdade e a justiça se effectivem cada vez mais entre os homens;
e) Promover uma divulgação ativa e eficiente através de publicações sendo mediadas por empresas especializadas, tendo respeito com todas as religiões e correntes políticas;
f) Empenhar-se no combate a qualquer tipo de vício;
g) Respeitar as leis e poderes do país;
h)Organizar um coral a fim de desenvolver a sensibilidade e gosto musical;
i) Organizar e manter a biblioteca que acolha os grandes mestres do pensamento;
j) Manter uma sede destinada para que os diretores, associados e/ou convidados pratiquem suas orações e exercícios esotéricos;
k) Difundir os ideais e iniciativas que embasam as atividades mencionadas."[carece de fontes?]
Dois anos depois da inauguração do Círculo Esotérico da Comunhão do Pensamento, Antônio Olivio deu início a outro projeto: criou um curso de ciências herméticas por correspondência. Em março de 1917, foi fundado o Instituto de Sciencias Herméticas, onde passou a lecionar um curso de psicologia experimental. Em pouco tempo, um grande número de participantes começou a frequentar o local, estimulando o crescimento da Editora "O Pensamento" e do Círculo Esotérico. Dentre esses participantes, estavam figuras de grande destaque nas letras, na arte e na política. Até mesmo médicos participaram: as inscrições de doutores nesse curso superaram as de outros profissionais. Isso ocorreu porque a maior parte dos cursos de psicologia experimental eram ministrados em países estrangeiros. Daí para a frente, a editora passou a contar com mais de 20 títulos: uma tipografia própria, um almanaque de astrologia, um curso de ciências herméticas por correspondência, uma revista e um consultório de astrologia e cura magnética.

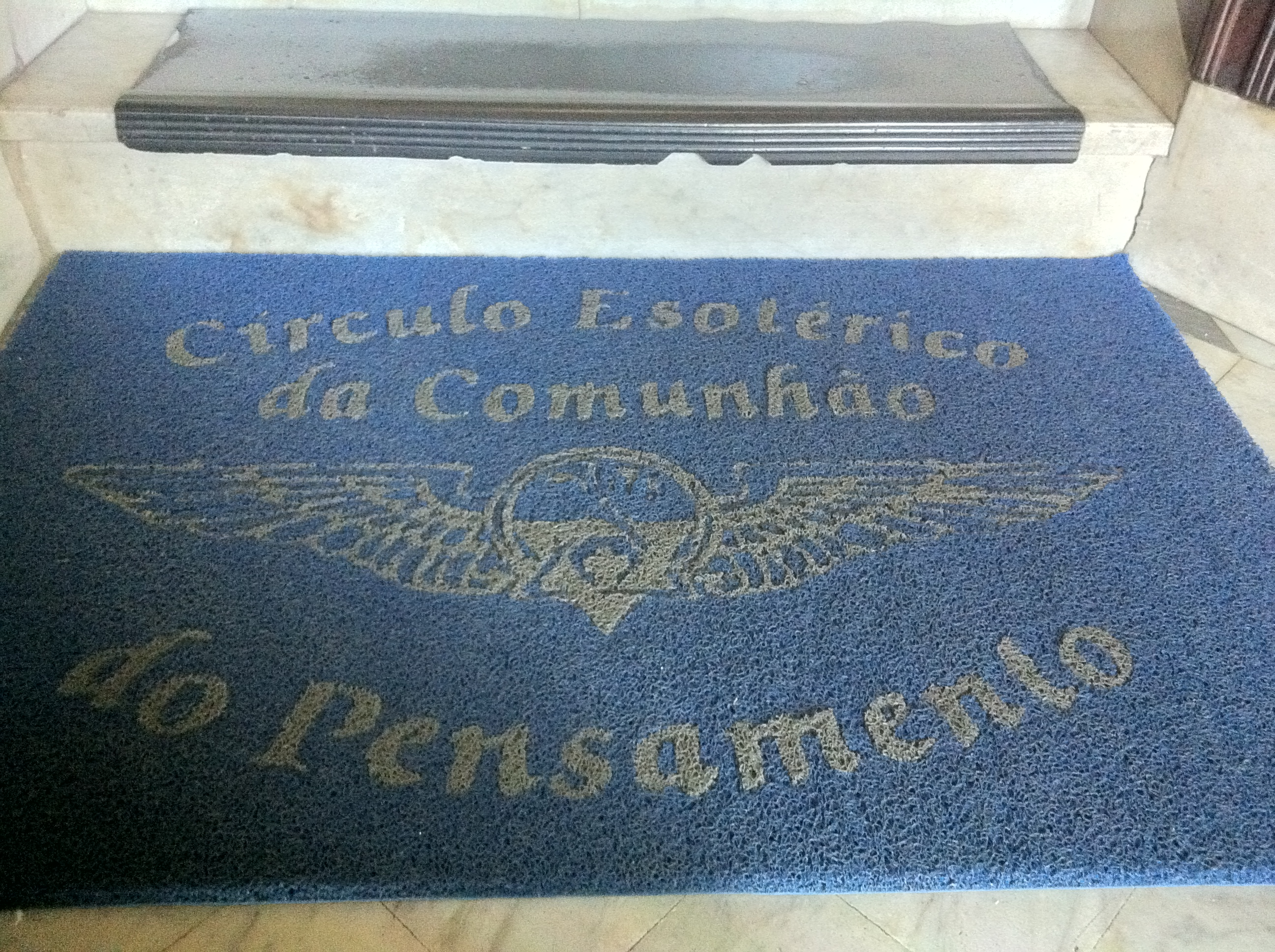
Entrada da biblioteca do Círculo

Antônio Olivio continuou expandindo suas atividades como editor, astrólogo e delegado geral do Círculo. No ano de 1923, adquiriu dois terrenos na altura do nº 167 da Rua Rodrigo Silva e iniciou as obras do prédio que seria a nova sede da entidade.
Depois de alguns meses da inauguração do novo edifício, as reuniões no salão de conferências começaram a lotar cada vez mais — e o número de filiados não parou de crescer, não apenas em São Paulo mas em todo o Brasil. Então, Antonio Olivio percebeu a necessidade de construir outro prédio com o intuito de abrigar, no mesmo local, o Círculo, a gráfica e a editora, além da livraria — que já contabilizava mais cem livros no catálogo. Mas esse prédio abrigaria, ainda, um hospital próprio para os filiados da Ordem — a Policlínica O Pensamento.
O lançamento do novo prédio da torre, também localizado na Rua Rodrigo Silva, ocorreu no 17º aniversário da entidade, em 27 de junho de 1926. A comemoração reuniu milhares de filiados.
Desde então, o Círculo Esotérico da Comunhão do Pensamento não faz distinção de religião entre seus filiados. Além disso, também não são critérios de filiação raça, classe social, posição política e filosófica, nacionalidade e sexo.

### Belle Époque em São Paulo
Antônio Olivio Rodrigues veio para o Brasil no começo do século XX, quando o ar europeu era uma realidade paulistana. O clima de belle époque que tomava conta dos países estrangeiros estimulava a sociedade paulista a cumprimentar um ao outro com a frase "Vive la France!". Finas confeitarias começaram a surgir na gestão do prefeito Antonio Prado, que, em quatro mandatos, tentou gourmetizar a cidade. Entre 1900 e 1910, a paisagem urbana de São Paulo foi transformada completamente: o Plano Bouvard tinha o objetivo de reestruturar o centro, e permitiu que novas ruas e praças fossem abertas. Foi nesse período, em 1905, que surgiu a Praça da República, o Parque do Anhangabaú e a Praça da Sé. Foi nesse período, ainda, que foi construída a primeira agência do Banco do Brasil em São Paulo, além da construção do Instituto Butantã. Em 1901, a Estação da Luz foi inaugurada, seguida pelo antigo Parque Antártica, construído em 1902. A Maternidade São Paulo e a Pinacoteca do Estado passaram a compor a paisagem urbana da cidade em 1904. E foi nessa primeira década de expansão que o Círculo Esotérico da Comunhão do Pensamento foi inaugurada.

## Arquitetura

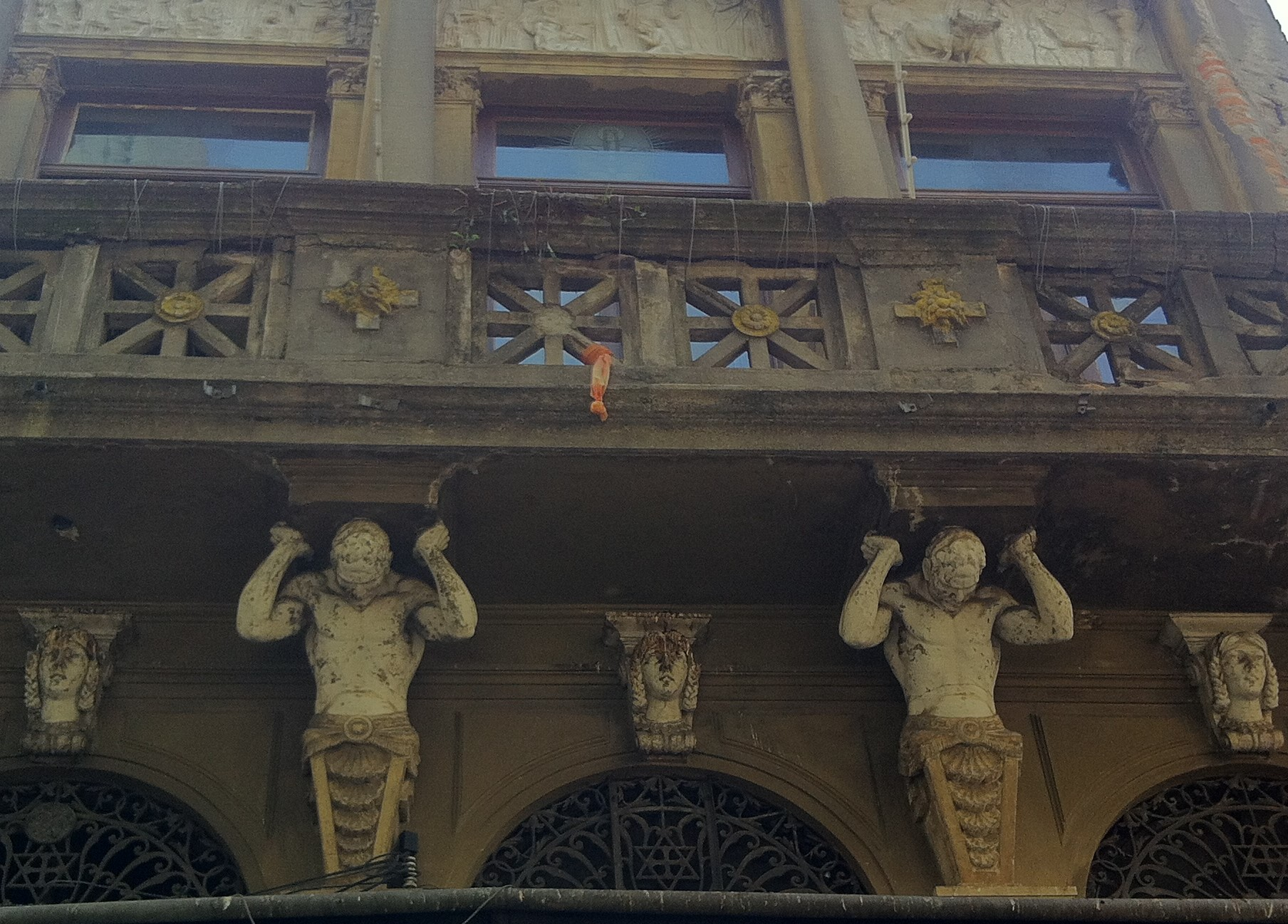
Esculturas feitas em mármore

Foi em 1923 que Olivio conseguiu adquirir dois terrenos na Rua Rodrigo Silva, no bairro da Liberdade, onde é localizado o atual prédio do Círculo Esotérico da Comunhão do Pensamento. O projeto foi criado pelo arquiteto Gilberto Gullo — em um estilo eclético indefinido que atende a uma programação em que predomina a simbologia esotérica da Ordem. A arquitetura foi criada com esculturas de Ruffo Fanucchi, decoração de Leôncio Neri e talhas de Arthur Grandi. No primeiro e no segundo andar, estão localizados o Salão Nobre e a sala de meditação. A livraria O Pensamento fica no piso térreo. O prédio, decorado com estátuas, alto-relevos, afrescos e detalhes em outro, foi inaugurado em 27 de junho de 1925. Foi o primeiro edifício não-maçônico do Brasil a conter, em sua própria estrutura, uma simbologia oculta espiritualista. Todas as estruturas que decoram o interior do prédio são feitas de mármore, ouro e bronze.
A riqueza de detalhes da arquitetura interna e externa do Círculo. A ideia por trás disso era simbolizar a Riqueza Interna e o Espírito de Prosperidade que há no local.

## Significado Histórico e Cultural
Em 21 de maio de 2010, foi publicado no Diário Oficial do Estado de São Paulo o decreto de tombamento do Círculo Esotérico da Comunhão do Pensamento. Foi considerado que o prédio representa a importância da instituição, fundada em 1909, com a finalidade de promover o exercício da espiritualidade. Segundo o decreto, o Círculo Esotérico da Comunhão do Pensamento distingue-se “pela singularidade, pela importância do esoterismo, especialmente no alvorecer da era industrial no estado de São Paulo, quando a expansão da espiritualidade refletia a diversidade cultural e a multiplicidade de sentidos, saberes e valores presentes na sociedade”. O prédio do Círculo Esotérico da Comunhão do Pensamento foi considerado um exemplar único, uma vez que suas formas arquitetônicas com elementos ornamentais carregam forte carga simbólica. O decreto afirmou, ainda, que o edifício fica tombado na categoria de bem de valor cultural. Desta forma, as feições originais e a característica do prédio devem ser preservadas. Assim como os vãos e envasaduras, os elementos que compõem as fachadas, os materiais de vedação, ornamentação e acabamento. 

## Estado atual

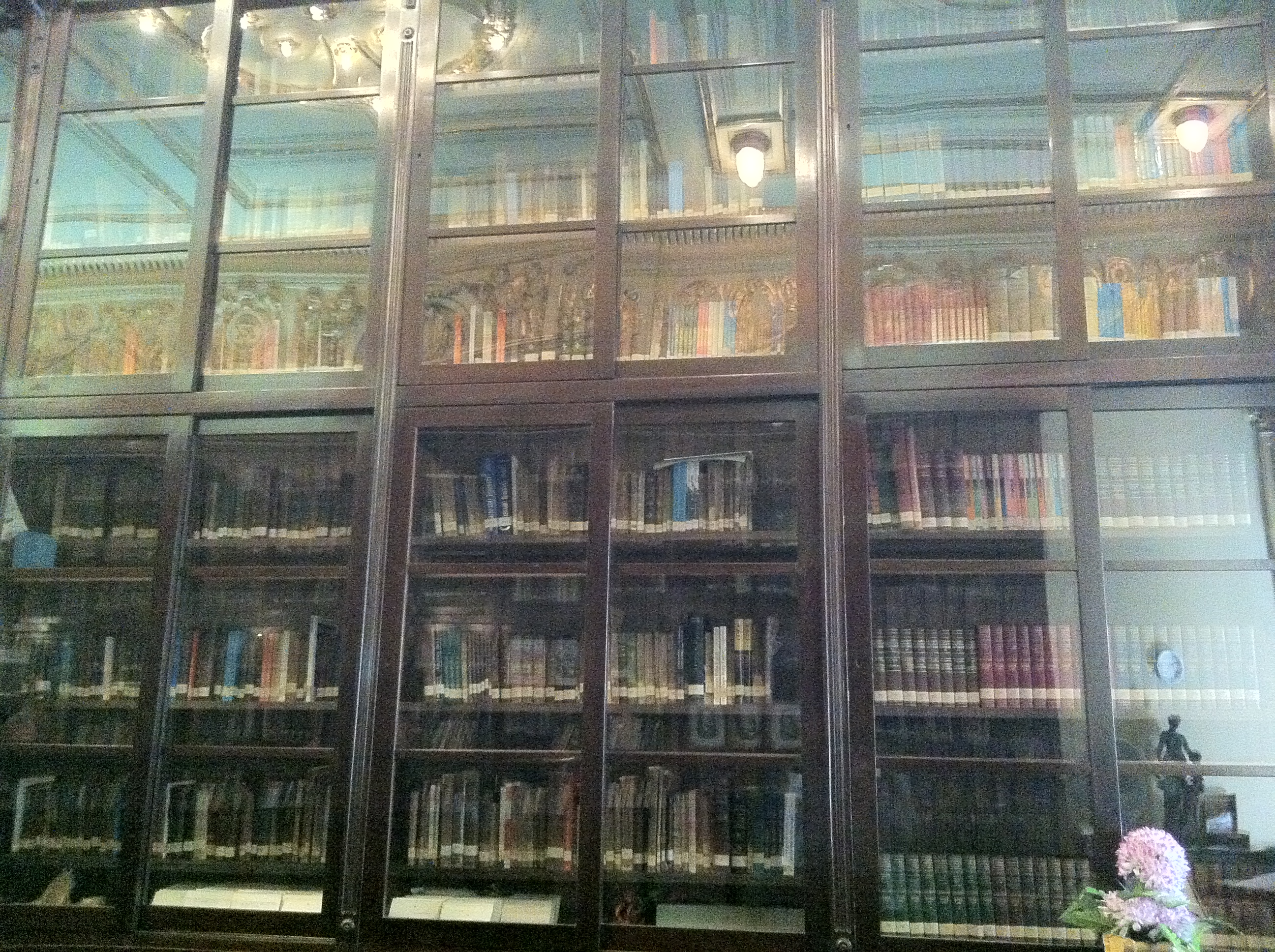
Biblioteca do Círculo, com mais de milhares de livros sobre esoterismo

Atualmente, o Círculo Esotérico da Comunhão do Pensamento proporciona reuniões espirituais aos filiados semanalmente, além de reuniões experimentais a não-filiados que têm interesse de conhecer a proposta da entidade. A estrutura do edifício se mantém conservada, bem como as salas de reuniões e meditação, localizadas no primeiro andar do prédio. O local abriga, ainda, a biblioteca do Círculo Esotérico da Comunhão do Pensamento -- uma das maiores sobre esoterismo de São Paulo -- que atualmente está fechada para reorganização das milhares obras abrigadas por ela. Por dentro, as esculturas com detalhes em ouro ainda reluzem, deixando clara a referência medieval do local e a sua importância na história de São Paulo.

## Galeria

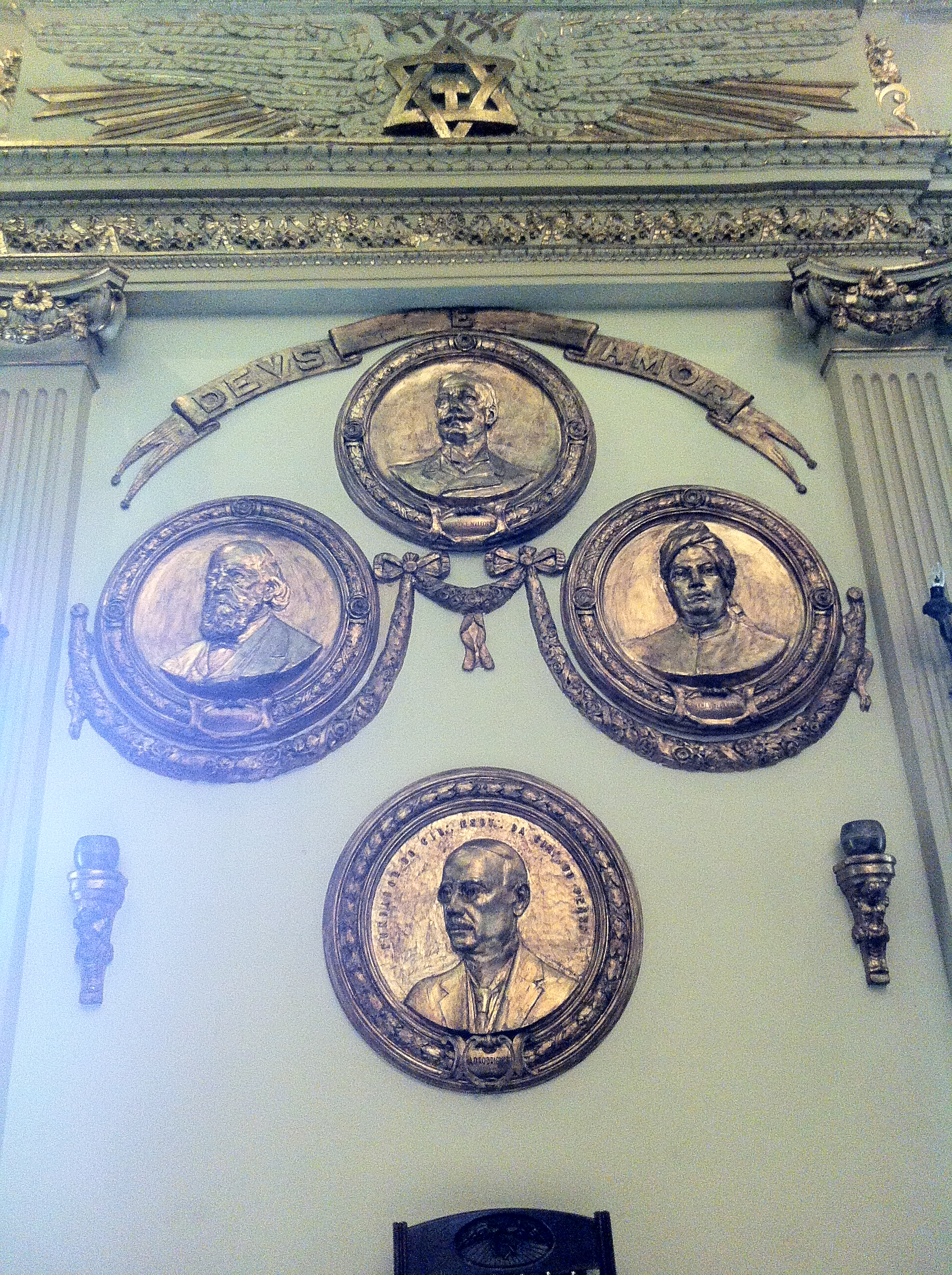
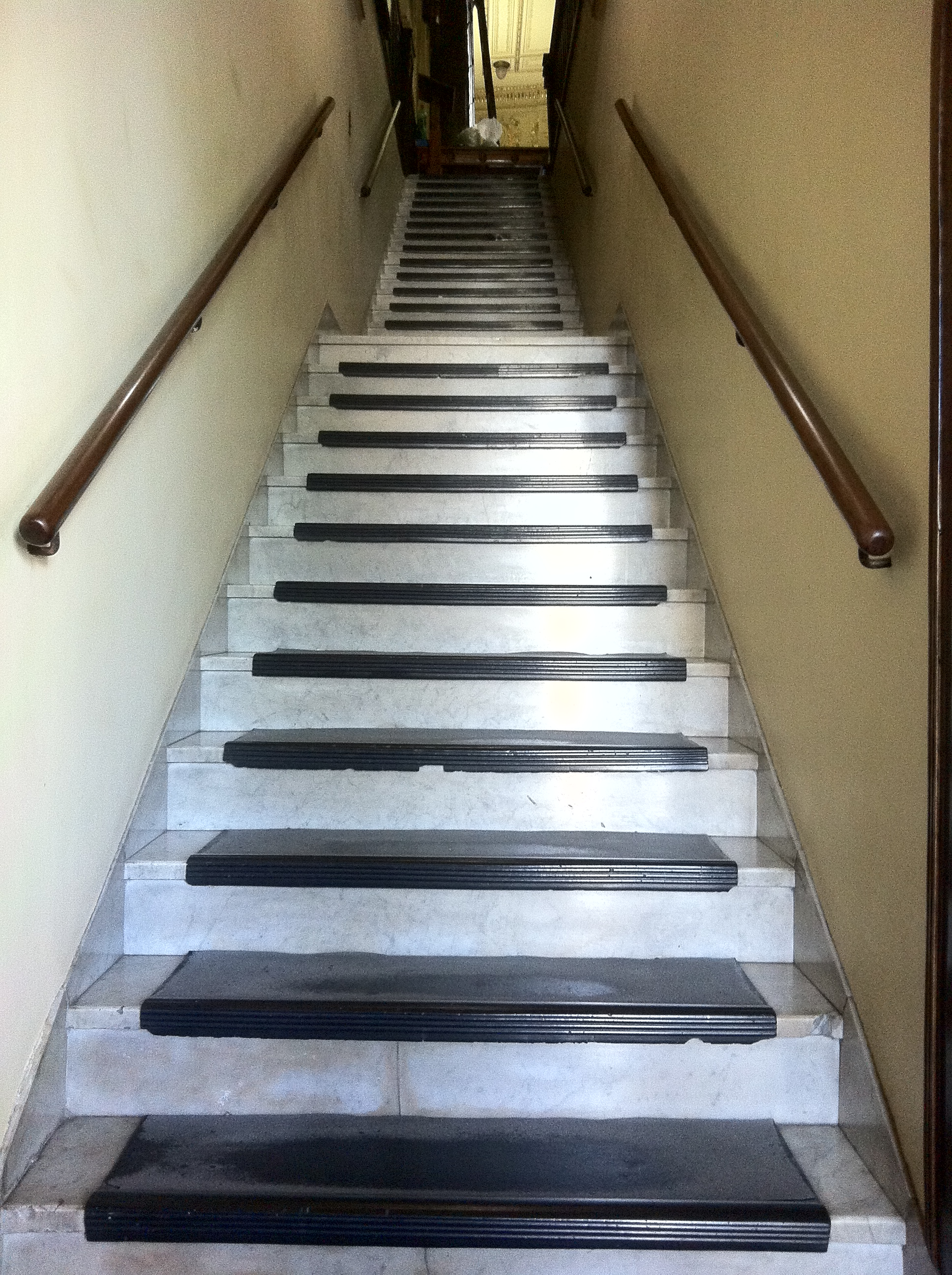
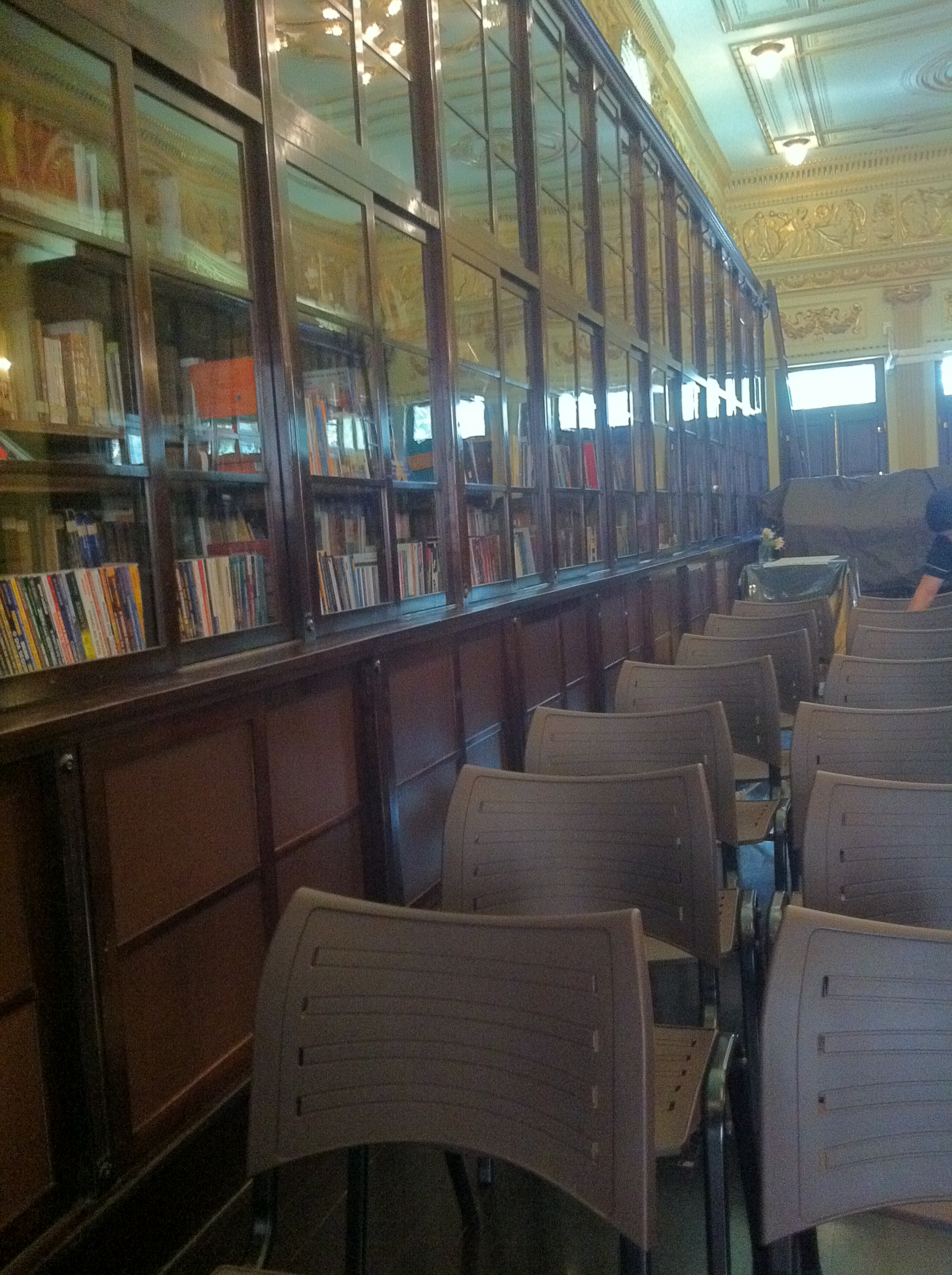
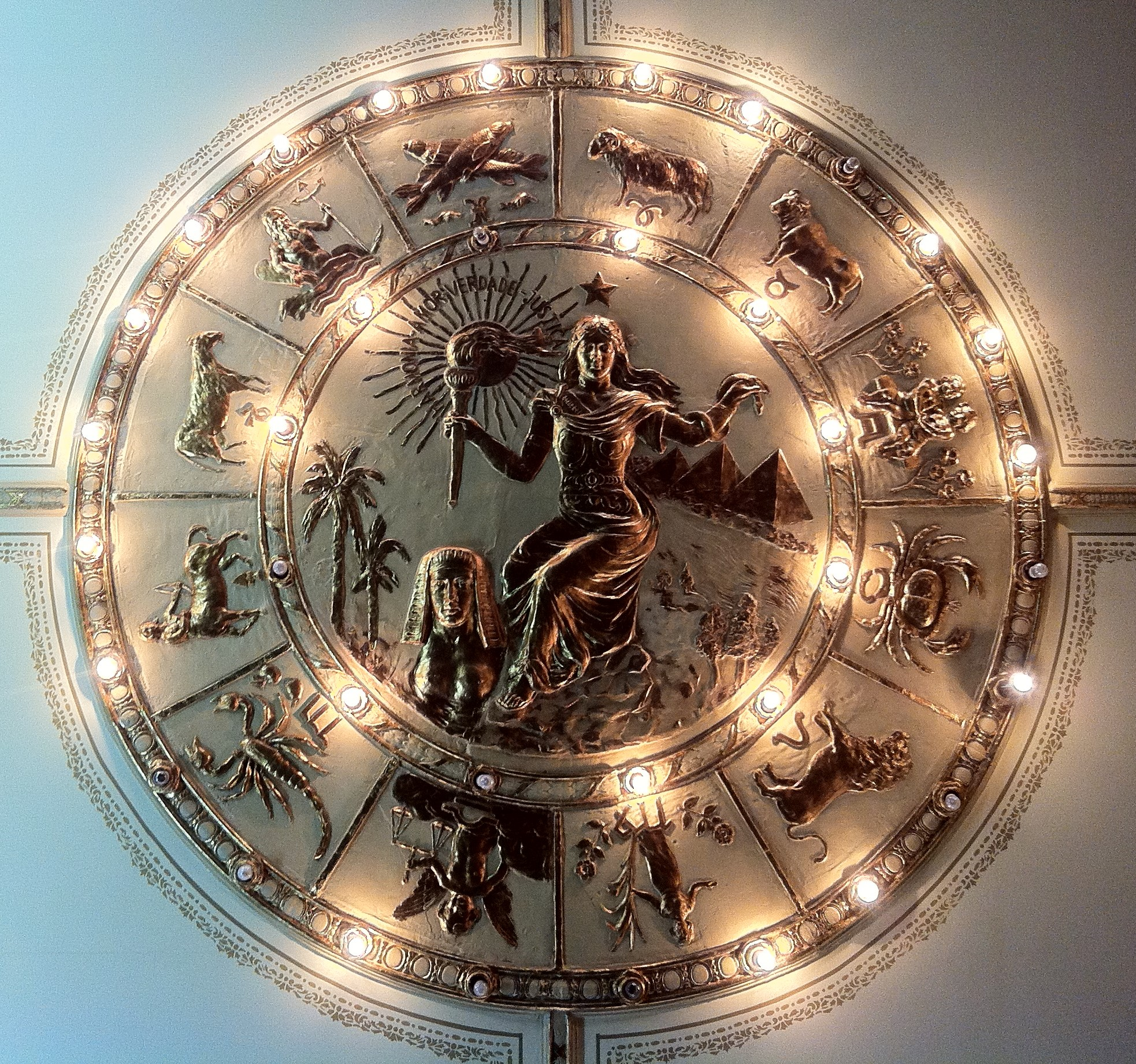
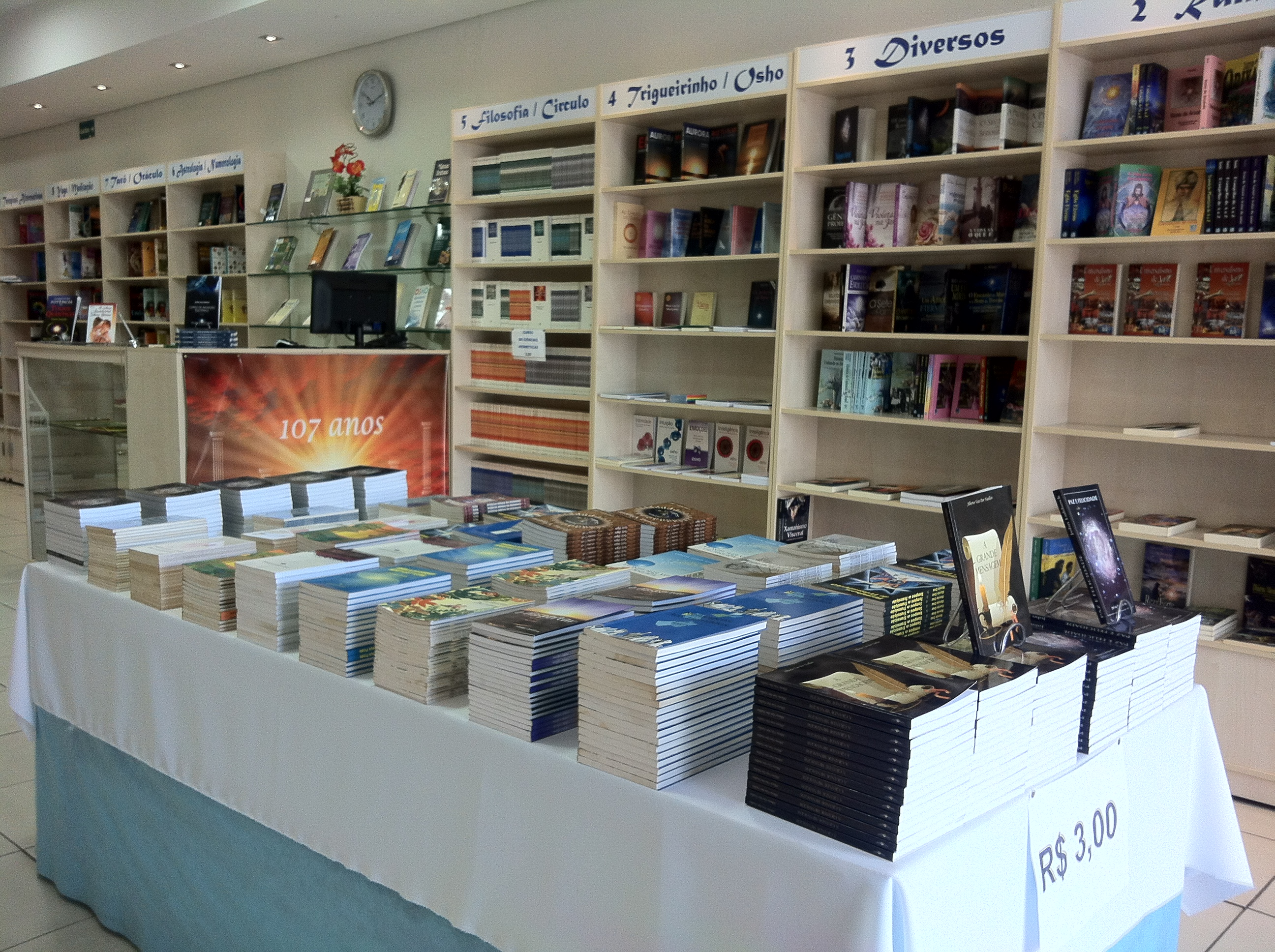